# 브리츠 (기업)
브리츠(영어: Britz, 브리츠 인터내셔널)는 1997년 10월에 설립된 대한민국의 음향기기 수입유통 업체이다. 스피커와 이어폰, 헤드셋 등의 음향기기 뿐만 아니라 시계와 선풍기, 공기청정기 등 생활가전도 제조하여 팔고 있다.

## 사진

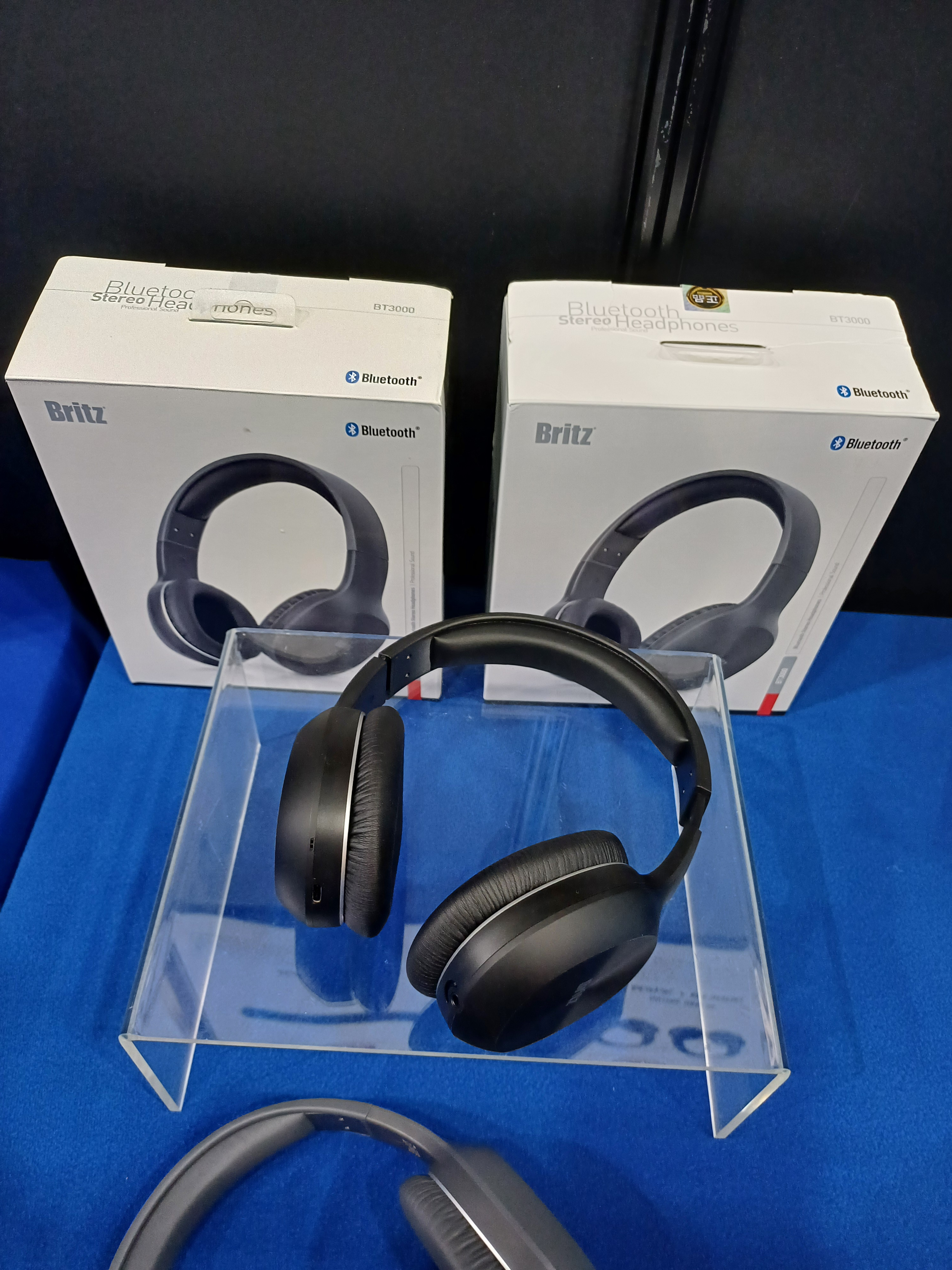
블루투스 헤드셋
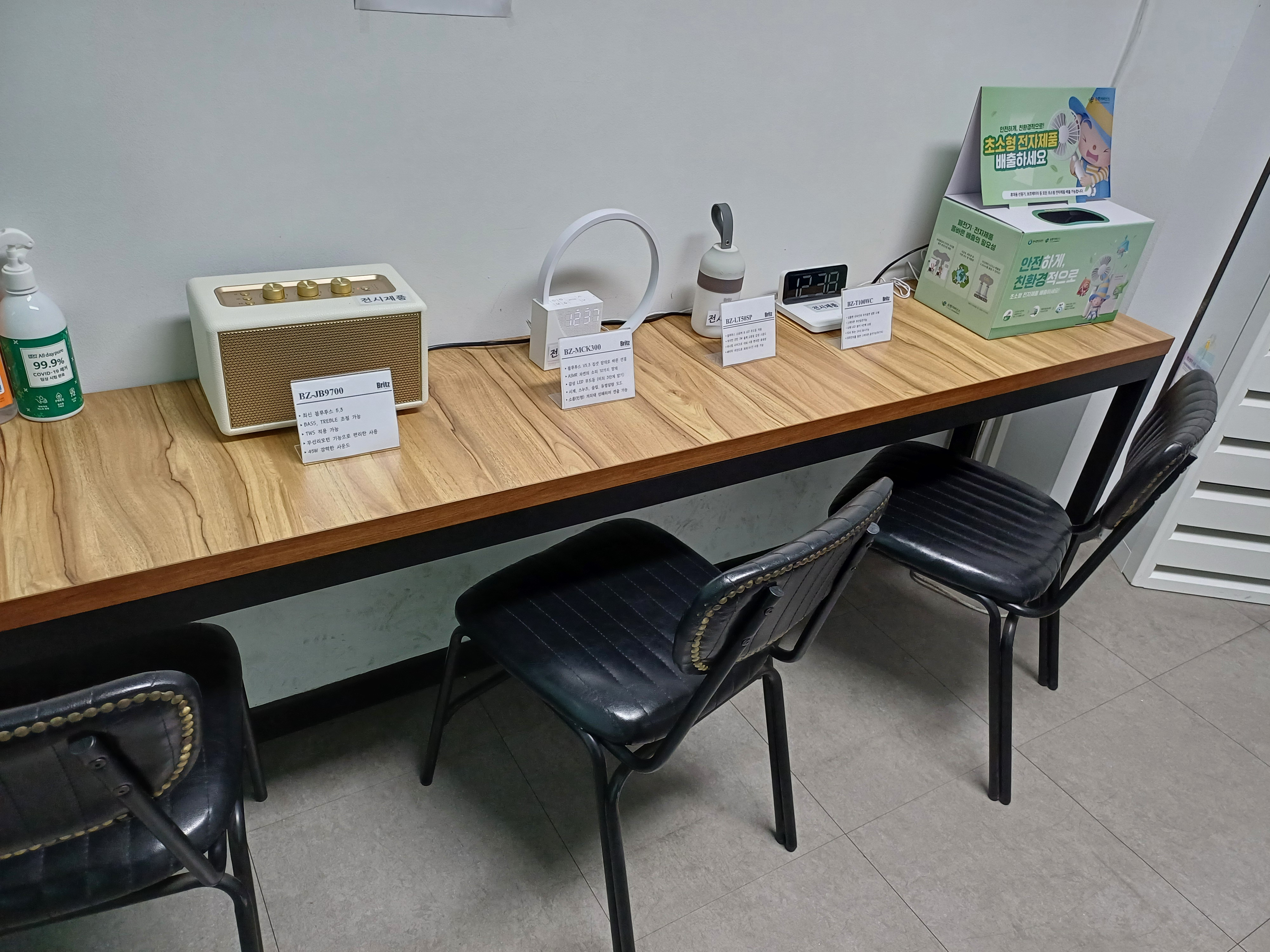
블루투스 기기
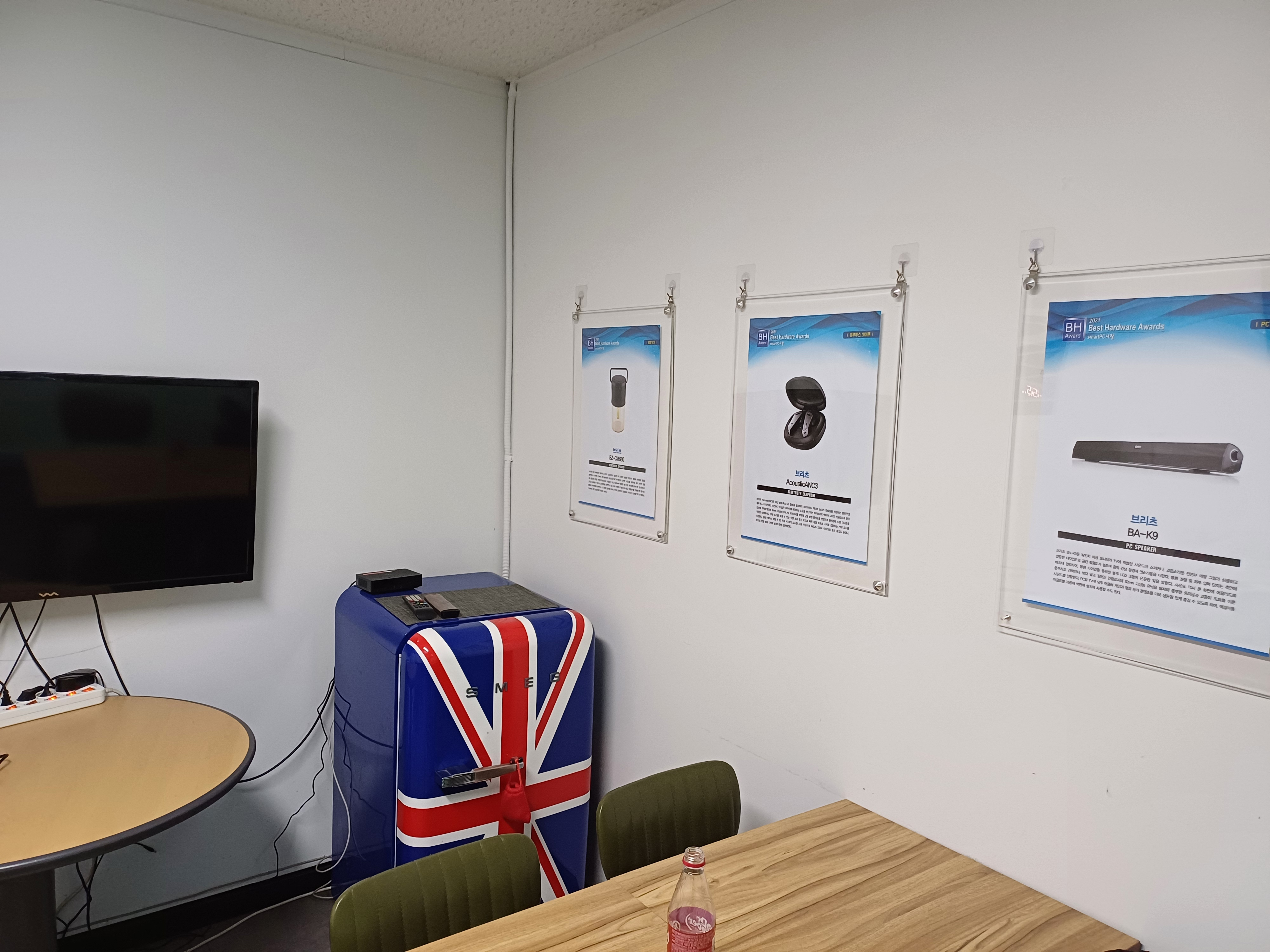
AS접수대기실
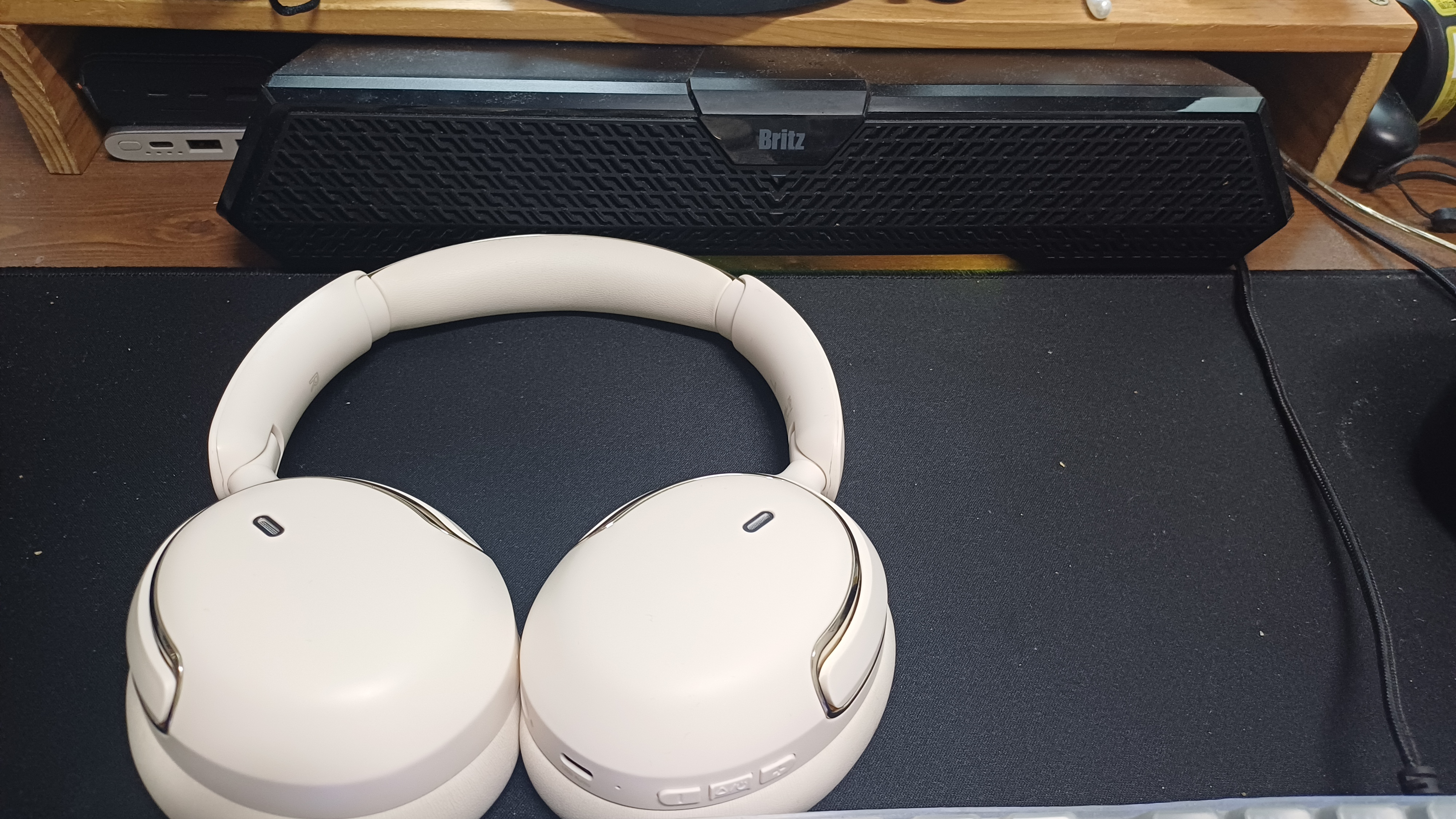
블루투스 헤드셋과 블루투스 PC 스피커